# Helminthosporium dictyoseptatum
Helminthosporium dictyoseptatum är en svampart som beskrevs av S. Hughes 1980. Helminthosporium dictyoseptatum ingår i släktet Helminthosporium och familjen Massarinaceae.   Inga underarter finns listade i Catalogue of Life.